# قرار مجلس الأمن التابع للأمم المتحدة رقم 192
قرار مجلس الأمن التابع للأمم المتحدة رقم 192، الذي اتخذ بالإجماع في 20 يونيو 1964، بعد تقرير من الأمين العام بشأن قوة الأمم المتحدة لحفظ السلام في قبرص، أعاد المجلس تأكيد القرارين 186 و187 ومدد تمركز القوة تلك القرارات المنشأة من أجل فترة إضافية 3 أشهر تنتهي في 26 سبتمبر 1964.